# Amaurobius erberi
Amaurobius erberi är en spindelart som först beskrevs av Eugen von Keyserling 1863.  Amaurobius erberi ingår i släktet Amaurobius och familjen mörkerspindlar. Inga underarter finns listade i Catalogue of Life.